# Lourmarin
Lourmarin è un comune francese di 1 036 abitanti situato nel dipartimento della Vaucluse della regione della Provenza-Alpi-Costa Azzurra.
Il paese è noto anche per il bel castello rinascimentale che lo sovrasta dall'alto di una collina, perfettamente restaurato dall'architetto Robert Laurent-Vibert agli inizi del Novecento.

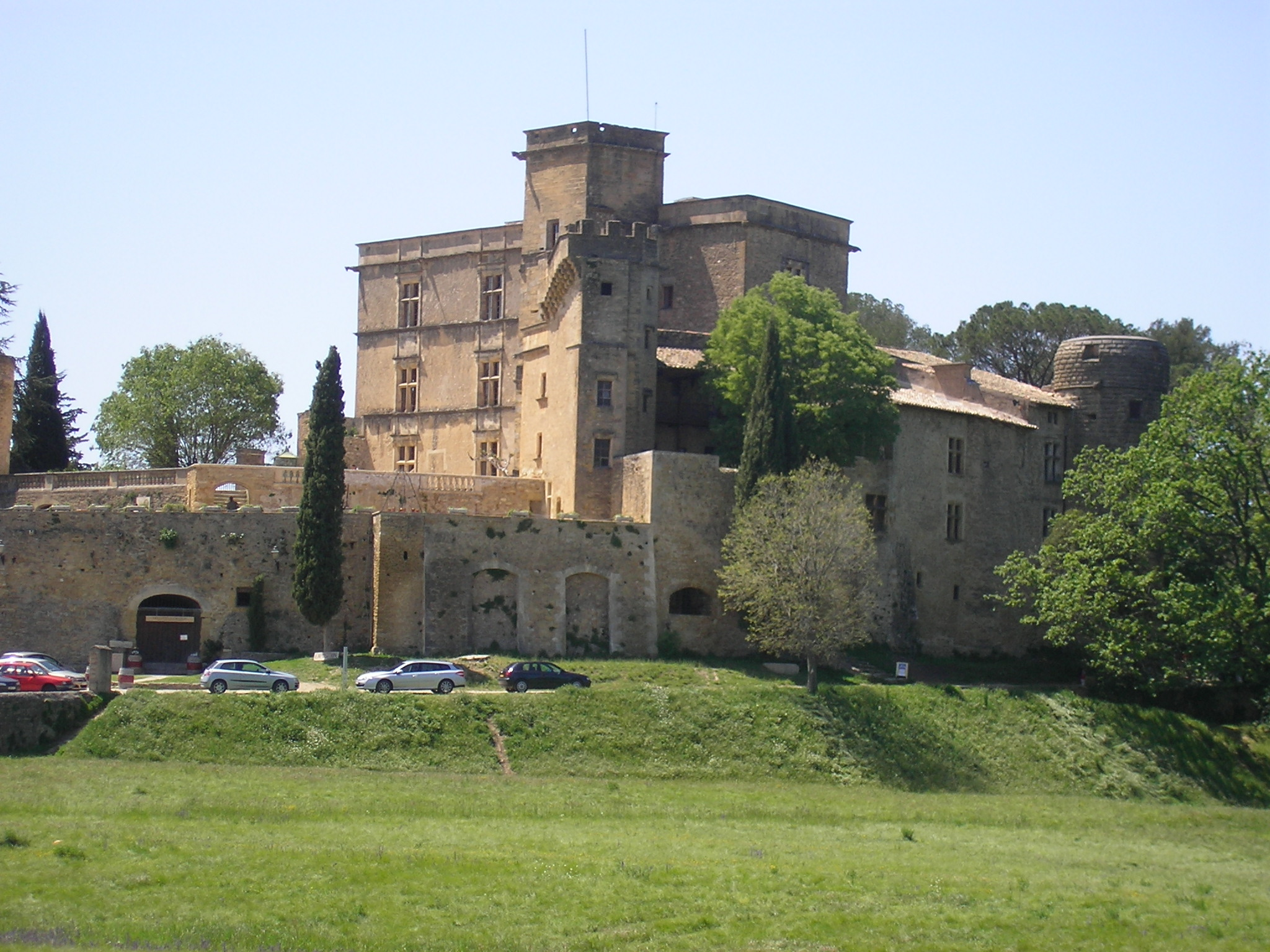
Veduta del castello di Lourmarin

Nel cimitero di questo comune è sepolto lo scrittore Albert Camus, morto in un incidente automobilistico nel 1960.

## Società

### Evoluzione demografica
Abitanti censiti

## Amministrazione

### Gemellaggi
- Żyrardów, in Polonia